# Des ailes et des hommes
Des ailes et des hommes était une revue française consacrée à l’aviation.

## Généralités
Le magazine Des Ailes et des Hommes présente essentiellement l'aviation par le biais des sports aériens, de la construction amateur et des ultralégers en mettant l'accent sur l'aspect « côté humain du vol » comme le proclame son sous-titre.
Le premier numéro est apparu en décembre 2003, publié par DMP et vendu 4,90 €. Seuls 7 exemplaires ainsi que deux numéros hors-série ont vu le jour jusqu’en mai 2005 dont l’un consacré à la fabuleuse histoire des avions de ligne était vendu 6,50 €.
L’une des particularités de cette revue était la possibilité laissée à des amateurs passionnés d’aéronautique d’écrire leurs propres articles.

## Journalistes
Iza Bazin.